# Mokroluh
Mokroluh é um município da Eslováquia, situado no distrito de Bardejov, na região de Prešov. Tem 7,95 km² de área e sua população em 2018 foi estimada em 772 habitantes.

## Demografia
| Ano:        | 1994 | 2004    | 2014   | 2024   |
| ----------- | ---- | ------- | ------ | ------ |
| Broj ljudi: | 587  | 714     | 730    | 769    |
| Razlika:    |      | +21,63% | +2,24% | +5,34% |

| Ano:               | 2023 | 2024   |
| ------------------ | ---- | ------ |
| Número de pessoas: | 750  | 769    |
| Diferença:         |      | +2,53% |